# 雲龍號航空母艦
雲龍號航空母艦是日本海軍的航空母艦。為雲龍級航空母艦第一艘。

## 歷史

### 設計與建造
雲龍號航母是於1941年11月所立案的「戰時建造計畫」計畫中的中型航母。原本計畫為新型航艦，但為了在短時間內完成而部分設計沿用了蒼龍型航空母艦的設計。

### 服役
雖然雲龍型為了縮短建造時間而部分沿用蒼龍型航空母艦的設計，但因為雲龍號在中途島海戰後才開工，故延遲到1944年8月6日才完工下水，但由於日本海軍在馬里亞納海戰中慘敗，實際上該艦完工時候已無可供搭載的艦載機。完工後雖然此艦編入第一航空戰隊，卻一直待在吳港等待艦載機部隊，最後就在毫無艦載機的情形下作為重量物資輸送船，進行對菲律賓方面的運補。

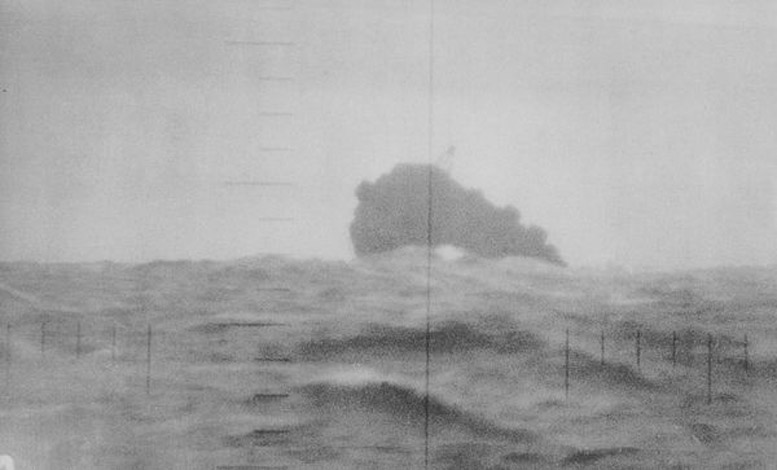
紅魚號潛艦人員拍攝沉沒中的雲龍號。

1944年12月17日，雲龍號在時雨號、檜號護衛下自吳港出發，艦上搭載MXY-7櫻花特別攻擊機和陸軍滑空步兵第一聯隊向雷伊泰島出發，於12月19日於宮古島西北海域在惡劣天候下航行時，遭到美國潛艦「紅魚號」（USS Redfish, SS-395）襲擊，一枚魚雷命中右舷艦橋下方，導致第一與第二鍋爐艙進水，前半部的電源切斷。雖然火災暫時受到控制，乘員也盡量將滿載物資的卡車推入海中以恢復平衡，但雲龍號還是在海面上停止，並且向右傾斜。紅魚號再射出一枚魚雷，命中雲龍的下層機庫，並且引爆了搭載於此的櫻花，難以控制的火勢又引發彈藥庫爆炸。此時艦長下達棄艦命令，雲龍於16點57分沉沒。
雲龍的艦員中有艦長以下1,241名戰死，搭載的陸軍人員絕大部分也戰死，僅有89名船員與57名陸軍人員獲救。
雲龍號的名稱日後由海上自衛隊蒼龍級潛艇的二號艦繼承，該型潛艇為二戰後日本建造最大型的潛艇

## 艦長
- 小西要人 大佐（1944年8月6日-1944年12月19日）